# Roderick van de Mortel
Roderick Jan van de Mortel ('s-Hertogenbosch, 21 mei 1971) is een Nederlands politicus en bestuurder. Hij is lid van de VVD.

## Biografie
Van de Mortel ging naar het vwo op het Sint-Janslyceum in 's-Hertogenbosch. Hij studeerde Nederlands recht aan de Rijksuniversiteit Utrecht.
Van de Mortel werd in 1989 lid van de VVD en begon zijn carrière in 1994 als commissielid van 's-Hertogenbosch. In 1996 werd hij er gemeenteraadslid. Van 1998 tot 2002 was hij fractievoorzitter van de Bossche VVD en in 2002 werd hij er wethouder van onder andere culturele zaken, financiën en monumenten en locoburgemeester.
Vanaf 1 april 2007 was Van de Mortel burgemeester van Vught. Per 1 april 2025 stopt hij na drie termijnen als burgemeester van Vught. Bij zijn afscheid werd hij ereburger van Vught. Na het burgemeesterschap werd hij parttime directeur van landgoed Baest en van Huizinghe De Loet.
Van de Mortel trouwde en kreeg twee zonen. Hij werd lid van de Rooms-Katholieke Kerk. Op 26 april 2023 werd hij ridder in de Orde van Oranje-Nassau.